# ゆーりんプロ
株式会社ゆーりんプロ（英: YU-RIN PRO.CO.ltd.）は、日本の芸能事務所。日本芸能マネージメント事業者協会会員。主として声優のマネージメントを行っている。

## 概要
1988年6月、よこざわけい子が個人事務所・横沢啓子オフィスとして設立。以降、本名の難波啓子名義で代表取締役を務めている。
付属の声優養成所としてよこざわけい子 声優・ナレータースクールがある。
2022年、声優事務所ゆーりんプロVTuber企画"ゆグドラシるプロジェクト"として5人のVTuberがデビューした。

## 所属声優
※2025年2月時点
代表取締役
- よこざわけい子

### 男性
| あ行 - 青山創一郎 - 阿部直樹 - 飯山廉 - 板谷悠輔 - 伊藤黎 - 岩村泰之 - 板倉徹 - 上野圭吾 - 内村信孝 - 尾崎仁彦 - 大木雅博 - 太田光駿 か行 - 木下仁史 - 久次米主税 - 窪田洋介 - 小池貴大 - 古殿弘平 - 小林裕介 - 小山公輝 | さ行 - 佐久川大和 - 佐藤陽介 - 三宮正英 - 菅野勝太 - 杉浦那由多 - 杉山怜央 - 鈴木ユースケ - 須田昌宏 - 須磨翼 - 隅谷亮太 - 須山信明 - 須鎗伸之介 た行 - 高城亨 - 田中正平 - 谷川誠 - 谷口博昭 - 千枝正明 - 津田拓真 - 東城光志 - 鳥海勇輔 な行 - 中杉翔洋 - 中里将太郎 - 長崎一真 - 長野伸二 - 那倉洋知 - 西都優 | は行 - 馬場啓介 - 浜崎吉伸 - 林健二 - 日野佑哉 - 福本崇 - 北斗誓一 ま行 - 前里宗明 - 益田祐杜 - 眞對友樹也 - 三上巧人 - 水野清人 - 武藤将玄 - 茂木祐輝 - モルシェッドシッディーキー誠也 や・ら・わ行 - 山内純治 - 山崎興啓 - 山端零 - 吉田健太郎 |

### 女性
| あ行 - 青柳佑 - 浅田真理 - 池田祐子 - 板垣真由子 - 板野清夏 - 伊藤麻菜美 - 井上房子 - 今西唯 - 今柳りさ - 岩澤桃子 - 植木由美子 - 遠藤香織 - 大田敦子 - おかもとけいこ - 尾河奈穂 - 小澤麗那 - 織川ゆずか か行 - 加知里沙 - 岸田暦 - 北村友紀莉 - 木村明日香 - 桑木栄美里 - 桑田歩美 - 胡内美貴子 - 後藤真由 - 近藤波美 - 近藤悠里 | さ行 - 坂田夕莉佳 - 咲谷怜奈 - 佐藤あゆ美 - 實本有希子 - 芝入のぞみ - 白帆更 - 水津優香理 - 涼葉紅美 - 巣張真澄 - 瀬那歩美 た行 - 高橋依子 - 滝本彩香 - 田畑夏実 - 玉山綾香 - 田村知佳 - 照井毬乃 な行 - 中川侑季 - 長尾美希 - 新崎瑞季 - 西美沙紀 - 延次莉衣奈 | は行 - 橋本鞠衣 - 畠中りえ - 馬場風花 - はやしまりい - 原嶋りな - 比志島ゆき - 人見奈緒子 - 平山蒔月 - 藤水美流 - 古木香奈子 - 不破望 - 星奈ようこ - 星野空見 - ほりごめちえ ま行 - 松井理保 - 松岡杏美 - 松田紗恵 - 三浦慶子 - 溝口華央 - 南千尋 - 箕輪麻奈美 - 村上奈津実 や・ら・わ行 - 矢野優美華 - 山岡由佳 - 佑野瑞來 - 吉玉さゆり - 里念美帆子 - 渡部桜 |

### ジュニア

#### 男性
| あ行 - 石川健太郎 - 伊野上生樹 - 井上雄士郎 - 岩本行平 - 小川広 か・さ・た・な行 - 加藤航平 - 日下温 さ・た・な行 - 塩澤慎史 - 関塚達彦 | た・な行 - 西谷亮良 は行 - 廣瀬晴 - 樋口心 - 廣澤誠 ま行 - 町田楓 - 森川竜良 や・ら・わ行 - 谷田部佑紀 - 山田壱蛍 - 𠮷川直都 |

### 女性
| あ行 - 新井真奈美 - 井手こころ - 内山千栄 - 梅本伊代 - 惠原こころ - 大之木萌子 - 大石愛子 - 大畠舞香 - 奥山鈴野 か行 - 加藤木恵理 - 柄沢めぐみ - 金丸莉子 - 川原梨々香 - 粂菜摘 さ行 - 坂本沙織 - 櫻井かおり - 島田絵莉 - 季白紗弥 - 鈴木仁菜 - 鈴野ほのか | た行 - 谷岡優衣 - 谷知恵 - 谷本真衣子 - 谷依春香 - 環綾花 - 千葉幸恵 - 角田梨沙 な行 - 中村司穏 - 中村百香 - 二ノ原也実 - 根本知佳 は行 - 濱田菜々美 - 東山果鈴 - 藤野愛 ま行 - 松田伶那 - 三波可奈 |

### 預かり

#### 男性
| あ行 - 相澤義樹 - 石田隼也 - 石原悠真 - 今井湧大 - 内海航太 - 小澤純 か行 - 片貝流星 - 菊池大貴 - 北村紫陽 - 熊谷昂樹 - 黒田健斗 - 河野寿来 - 越野義晴 - 小早川俊尚 - 近藤嵐 | さ行 - 酒井ハヤト - 坂巻亮介 - 佐宗汰一 - 清水拓翔 - 清水佑至郎 - 杉浦惇 - 杉山光司 - 角由紀実 た行 - 髙岩昌志 - 竹田彰馬 - 田中貴大 - 田渕歩夢 - 土居通聡 - 德光正智 - 德本祐太 - 豊島源徳 な行 - 中島佳之 - 西本理一 | は行 - 場勝健太 - 畑泰成 - 半澤拓真 - 日隈健太 - 藤江達也 - 藤澤侑生 - 舟橋伊吹 - 舟橋叡思 - 星翔太 ま行 - 前園瑛一 - 前田健汰 - 溝口颯人 - 峰雄大 - 向井悠人 - 毛利應介 - 望月隆我 や・ら・わ行 - 山田昌宏 - 山本圭太 - 渡部晃史 |

#### 女性
| あ行 - 阿部希 - 甘夏綾貴 - 綾瀬有架 - 池澤知子 - 池田彩音 - 石原もか - 稲木瞳 - 江角梨衣 - 悦雪乃 - 大竹里和 - 尾﨑栄美子 - 小村芽生 か行 - 梶田小百合 - 片岡蒼葉 - 片瀬友里 - 加藤晏那 - 川嶋穂月 - 幸坂茉純 - 香田ゆか - 小嶋雛子 - 小戸森穂花 - 後藤友里 | さ行 - 齋藤綾美 - 齋藤菫 - 齋藤真帆 - 坂田奈美 - 佐藤史菜 - 椎名素子 - 澁谷更紗 - 上羽紗央 - 白澤綾菜 - 新川咲良 - ソリアノマリアサツキ た行 - 髙𣘺由来 - 髙畠彩音 - 田沼詩織 - 玉城陽菜 - 寺嶋なのは - 辻村いと - 東田ゆきみ - 豊泉花 | な行 - 内藤夕鶴紀 - 夏山かなめ - 波木ぺん - 鳴川慶 - 西川里穂 - 西園来瞳 は行 - 萩谷怜美 - 長谷部歩 - 畑野未帆 - 八森久美 - 陽向なぎ - 廣野咲音 - 藤谷日菜 | ま行 - 政井彩名 - 松下天音 - 松宮妃花 - 三村唯 - 宮ノ内舞 - 宮原涼 - 百瀬花音 - 桃田一知花 や・ら・わ行 - 薬師寺樹梨 - 山本瑠香 - 吉川彩希 - 夜長凛 |

## 所属VTuber

### ゆーりんプロVTuber企画"ゆグドラシるproject"[2]
| 五十音順 - ｴﾝｼﾞｪﾙ有林ﾌﾟﾘﾝｼﾊﾟﾘﾃｨ - 桜花さくら - 魔紋バルン - 爺童丸 - 狼朗ハツキ |

## かつて所属していた声優

### 男性
| あ行 - 蒼木裕心（フリー（コムワークス声のみ預かり）） - 赤城進（現所属：ケンユウオフィス） - 魚建（現所属：ケンユウオフィス） - 奥田民義（現所属：クレイジーボックス） - 有上卓利（現所属：PACage） - 大石慧太（現所属：RME） か行 - 川勝亮太郎 - 輝山新 さ行 - 汐谷文康（現所属:東京俳優生活協同組合） た行 - 高塚智人（現所属:マウスプロモーション） - 田丸裕臣（フリー） | な行 - 成金屋清富（現所属：ボズアトール） - 中野光貴 - 長濱有太朗（現所属：アクロス エンタテインメント） は行 - 藤田優一（現所属：アクロス エンタテインメント） - 藤井孝弘（現所属：プロダクション・エース） ま行 - 宮田幸季（現所属：81プロデュース） や行 - 安田将吾 - 横関健悟（現所属：アスタリスク） - 若月証（現所属：アル・シェア） |

### 女性
| あ行 - 天野エリカ - 朝香雅恵 - 新井里美（現所属：新井声作所代表） - 伊原みな - 石村知子（現所属：81プロデュース） - 井上優佳 - 岩井美樹 - 漆間朝子（現所属：シェルフィッシュサウンド） か行 - 佳原萌枝（現所属：ホーリーピーク） - 木下紗華（現所属：ケンユウオフィス） さ行 - さくらなつみ（現所属：フェザード） - 白石真梨（フリー転向後引退） - 新明愛梨（フリー） - 杉山里穂（現所属：マウスプロモーション） た行 - 田中潤 | な行 - 波乃りん（現所属：ケンユウオフィス） - 新田万紀子（ケンユウオフィスに移籍後死去） は行 - 藤本教子（現所属：ケッケコーポレーション） - 平田みやび ま行 - 升望（現所属：ラクーンドッグ） - 松島栄利子 - 松村淑子（現所属：賢プロダクション） - 三浦七緒子（現所属：マック・ミック） - 三ッ木勇気（現所属：プロダクション・エース） - 森山理来 - 山代万貴（フリー） |